# Longzihu

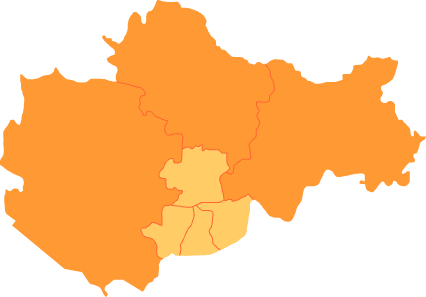
Lage des Stadtbezirks Longzihu im Gebiet der bezirksfreien Stadt Bengbu

Der Stadtbezirk Longzihu (chinesisch 龙子湖区, Pinyin Lóngzihú Qū) ist ein Stadtbezirk in der chinesischen Provinz Anhui. Er gehört zum Verwaltungsgebiet der bezirksfreien Stadt Bengbu. Er hat eine Fläche von 124,4 km² und zählt 224.000 Einwohner (Stand: Ende 2018).

## Administrative Gliederung
Auf Gemeindeebene setzt sich der Stadtbezirk aus sechs Straßenvierteln, einer Großgemeinde und einer Gemeinde zusammen. 